# Eremosphodrus
Eremosphodrus is een geslacht van kevers uit de familie van de loopkevers (Carabidae). De wetenschappelijke naam van het geslacht is voor het eerst geldig gepubliceerd in 1909 door Semenov.

## Soorten
Het geslacht Eremosphodrus omvat de volgende soorten:
- Eremosphodrus dvorshaki Casale & Vereschagina, 1986
- Eremosphodrus rotundicollis Reitter, 1894